# Hippolyte Worms

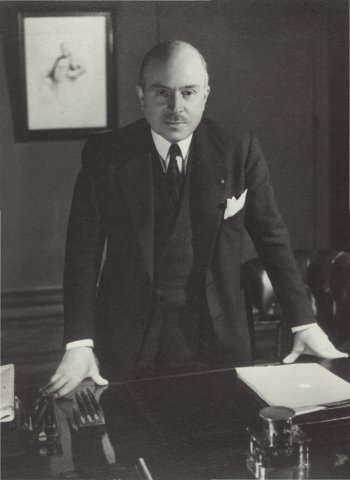
Hippolyte Worms

Hippolyte Worms (* 26. Mai 1889; † 28. Januar 1962) war ein französischer Bankier und Gründer der Banque Worms.

## Biographie
Hippolyte Worms war ein Urenkel des Bankiers Olry Worms de Romilly und Enkel von Hippolyte Worms (1801–1877), dem Gründer der Unternehmensgruppe Worms, die auf Seefracht, Lagerhaltung und Großhandel spezialisiert war. Er begann 1928 mit Bankgeschäften, aus denen sich die Banque Worms entwickelte.
Ab 1916 entwickelte Hippolyte Worms für die Gruppe Worms Aktivitäten im Bereich der Konstruktion in der Seeschifffahrt; gleichzeitig baute er den Finanz- und Investitionssektor aus. In den 1930er Jahren trug er Entscheidendes zur Entwicklung der französischen Industrielandschaft bei.
Trotz seiner jüdischen Herkunft wurde er während des Zweiten Weltkriegs der Kollaboration mit den Deutschen bezichtigt. Während der deutschen Besatzung war Roy Ladurie Direktor der Banque Worms.
Hippolyte Worms wurde 1944 verhaftet und verbrachte einige Monate in Fresnes südlich von Paris. Die Anklage blieb ohne Folgen.
In der Nachkriegszeit baute Hippolyte Worms für die Gruppe den Versicherungssektor aus. Er erwarb die Mehrheit an zwei Gesellschaften (La Préservatrice und La Foncière), deren Netze die Grundlage zur Gründung der Athéna Versicherungen im Jahr 1989 bildeten.